# 2010 우주 여행
《2010 우주 여행》(2010: The Year We Make Contact)는 미국에서 제작된 피터 하이암스 감독의 1984년 액션, 미스터리, SF, 스릴러 영화이다. 1968년의 영화 《2001: 스페이스 오디세이》의 후속작이다. 로이 샤이더 등이 주연으로 출연하였고 피터 하이암스 등이 제작에 참여하였다.

## 출연

### 주연
- 로이 샤이더

### 조연
- 존 리스고
- 헬렌 미렌
- 밥 발라반
- 케어 둘리
- 더글러스 레인

## 기타
- 원작자: 아서 C. 클라크
- 협력프로듀서: 조나단 A. 짐버트
- 협력프로듀서: 닐 A. 매클리스
- 미술: 앨버트 브레너
- 특수효과: 리처드 에드런드
- 특수효과팀: 랜달 윌리엄 쿡
- 의상: 패트리시아 노리스
- 배역: 페니 페리